# Roodkraagmaki
De roodkraagmaki (Eulemur collaris) is een zoogdier uit de familie van de maki's (Lemuridae). De wetenschappelijke naam van de soort werd voor het eerst geldig gepubliceerd door Étienne Geoffroy Saint-Hilaire in 1812.

## Beschrijving

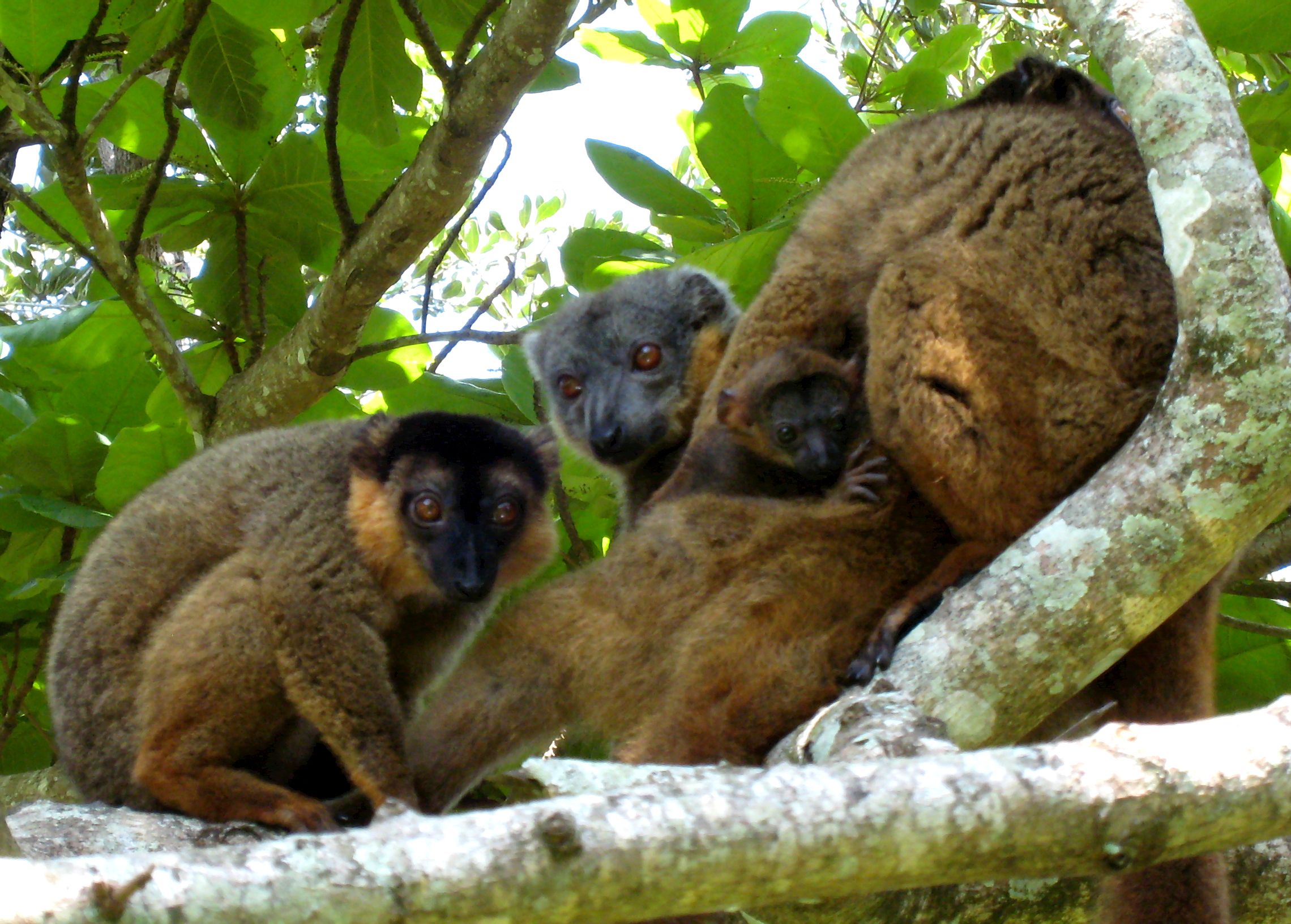
Groep wilde roodkraagmaki's in het reservaat Nahampoana.

De roodkraagmaki behoort tot de wat grotere soorten echte maki's. Er is verschil tussen het mannetje en het vrouwtje. Het mannetje heeft een grijsbruine vacht op de rug en is wat lichter gekleurd op de buik en de borst. Het gezicht en de spitse snuit zijn donkergrijs. Boven de ogen zitten lichtgrijze vlekken; verder zijn er ruigharige, oranje tot roodbruin gekleurde bakkebaarden. Het vrouwtje heeft een meer roodachtig bruine vacht op de rug en is lichtgrijs van onder. Het gezicht is grijs en de beharing van het gezicht is minder ruig dan bij het mannetje.
Een volwassen roodkraagmaki heeft een kop-romplengte van 39 tot 40 cm, een staartlengte van 50 tot 55 cm en een lichaamsgewicht van 2,3 tot 2,5 kg.

## Leefgebied
De roodkraagmaki leeft in vochtige bergbossen en regenwouden in het zuidoosten van Madagaskar tot op een hoogte van 1875 m boven de zeespiegel (zie kaartje).
Het is een bosbewoner die zowel ’s nachts als overdag actief is en voornamelijk van vruchten leeft. De roodkraagmaki leeft in familiegroepjes. In 2005 werd de dichtheid geschat op 14 individuen/km².

## Bedreigingen
De roodkraagmaki is kwetsbaar door de vernietiging van zijn leefgebied door de productie van houtskool en door zwerflandbouw (slash-and-burn). Ook wordt er op gejaagd en bestaat er illegale handel op de markt van huisdieren. De afname in aantal wordt geschat op 30% over een periode van 24 jaar (1,5% per jaar). Daarom staat de roodkraagmaki als kwetsbaar op de internationale rode lijst.